# Čas (Hvězdná brána: Hluboký vesmír)
Čas (v anglickém originále Time) je osmá epizoda 1. řady americko-kanadského sci-fi seriálu Hvězdná brána: Hluboký vesmír.

## Popis děje
Při cestě na planetu objeví tým poblíž brány Kino, které vypustil Eli Wallace na průzkum. Když Eli zjistí, že Kino obsahuje záznam, tým se vrátí na Destiny, aby záznam prostudoval. Kino obsahuje záznam o tom, jak jsou členové týmu zabiti mimozemským tvorem a někteří onemocní neznámou chorobou. Aby nemoc nepřenesli na loď, rozhodnou se zůstat na planetě a pokusit se situaci vyřešit dříve než Destiny bude pokračovat v cestě.
Vzhledem k tomu, že se zaznamenané události ještě nestaly, rozhodne Young, že se na planetu nevydají. Přesto začínají být někteří členové posádky postupně ochromováni neznámou chorobou. Tamaře již docházejí antibiotikum a neví jak posádku vyléčit. Tamara pomocí mikroskopu zjistí, že nemoc pochází z kontaminované vody na palubě Destiny.
Mezi tím Eli stále studuje záznam na Kinu. V závěru záznamu Matthew Scott, jediný přeživší člen týmu, nahrává do kina vzkaz a posílá jej bránou. Kino však neputuje na Destiny, ale zpět na planetu do minulosti, kde jej našel Eli. Ze Scottova vzkazu vyplývá, že kousnutí mimozemským tvorem na planetě léčí neznámou chorobu. Young rozhodne, že se tedy přece jen musejí vydat na planetu pro mimozemské tvory, aby mohli zachránit posádku Destiny. Scott sestaví tým, který se vydává na planetu. Dr. Rush jim řekne, že na misi mají jen 45 minut, protože potom proběhne sluneční erupce, která způsobila přenesení Kina bránou v čase.
Když Scott spolu s týmem dorazí na planetu, mimozemští tvorové je napadnou a zabijí. Přežije pouze Scott, který se rozhodne nahrát do Kina nový vzkaz o nebezpečí a jak mu čelit. Čeká až do doby sluneční erupce a posílá Kino zpět do minulosti.